# Boresse-et-Martron
Boresse-et-Martron è un comune francese di 195 abitanti situato nel dipartimento della Charente Marittima nella regione della Nuova Aquitania.

## Società

### Evoluzione demografica
Abitanti censiti